# Marvin Compper
Marvin Compper (Tübingen, 14 juni 1985) is een Duits voetballer die doorgaans als verdediger speelt. Hij verruilde RB Leipzig in januari 2018 voor Celtic. Compper debuteerde in 2009 in het Duits voetbalelftal.

## Cluboverzicht
| Seizoen | Club                     | Competitie    | Weds | Goals |
| ------- | ------------------------ | ------------- | ---- | ----- |
| 2005/06 | Borussia Mönchengladbach | Bundesliga    | 5    | 0     |
| 2006/07 | Borussia Mönchengladbach | Bundesliga    | 23   | 0     |
| 2007/08 | Borussia Mönchengladbach | 2. Bundesliga | 3    | 0     |
| 2007/08 | TSG 1899 Hoffenheim      | 2. Bundesliga | 17   | 0     |
| 2008/09 | TSG 1899 Hoffenheim      | Bundesliga    | 30   | 1     |
| 2009/10 | TSG 1899 Hoffenheim      | Bundesliga    | 32   | 1     |
| 2010/11 | TSG 1899 Hoffenheim      | Bundesliga    | 32   | 2     |
| 2011/12 | TSG 1899 Hoffenheim      | Bundesliga    | 30   | 2     |
| 2012/13 | TSG 1899 Hoffenheim      | Bundesliga    | 16   | 0     |
| 2012/13 | ACF Fiorentina           | Serie A       | 7    | 0     |
| 2013/14 | ACF Fiorentina           | Serie A       | 9    | 0     |
| 2014/15 | RB Leipzig               | 2. Bundesliga | 27   | 0     |
| 2015/16 | RB Leipzig               | 2. Bundesliga | 23   | 3     |
| 2016/17 | RB Leipzig               | Bundesliga    | 25   | 2     |
| 2017/18 | RB Leipzig               | Bundesliga    | 2    | 0     |
|         |                          | Totaal        | 281  | 11    |

1 Schmeichel ·
2 Johnston ·
3 Taylor ·
5 Scales ·
6 Trusty ·
7 Palma ·
8 Furuhashi ·
9 Idah ·
10 Kühn ·
12 Sinisalo ·
13 Yang ·
14 McCowan ·
15 Holm ·
17 Nawrocki ·
20 Carter-Vickers ·
27 Engels ·
28 Bernardo ·
29 Bain ·
38 Maeda ·
41 Hatate ·
42 McGregor  ·
49 Forrest ·
56 Ralston ·
57 Welsh ·
Coach: Rodgers